# اتحاد طلبة
اتحاد الطلبة، هو "حكومة طلابية" أو "نقابة طلاب حرة" أو "مجلس شيوخ الطلاب" أو "جمعية طلابية" أو "منظمة طلابية، يتم إنشاؤه في العديد من الجامعات والكليات والمدارس الثانوية.
في مجال التعليم العالي، غالباً ما يكون اتحاد الطلبة ضمن الحرم الجامعي ويكرس للتنظيم الأنشطة الاجتماعية وتمثيل الطلاب وتقديم الدعم الأكاديمي. في الولايات المتحدة، يشير اتحاد الطلبة أحياناً للمبنى تملكه الجامعة يهدف وجوده إلى توفير الخدمات للطلاب دون وجود هيئة مسؤولة، كما يشير إلى مركز الأنشطة الطلابية. في دول أخرى، يكون اتحاد الطلبة عبارة عن هيئة تمثيلية.
في بعض الحالات، يدير الاتحاد مجموعة من الطلاب بطريقة مستقلة عن المنشأة التعليمية. الهدف هو تمثيل الطلاب سواء داخل الكيان الجامعي أو خارجه، بما في ذلك القضايا المحلية والوطنية. تكون اتحادات الطلبة أيضاً مسؤولة عن توفير مجموعة منوعة من الخدمات للطلاب. يمكن للطلاب الانخراط في هذا العمل من خلال حضور المجالس والاجتماعات العامة وأعمال لجنة الأنشطة، أو من خلال الانتخاب.
بعض اتحادات الطلبة تكون هيئات مسيسة، وتكون ساحات تدريب للطامحين في المشاركة السياسية. ومن المشكلات التي قد يتعرض لها اتحاد الطلبة، حماسة الطلاب الأعضاء ونقص الخبرة العامة ما يؤدي إلى عواقب وخيمة في اتخاذ القرارات فضلاً عن الوقوع تحت وقع الضغوط المالية اللازمة لتغطية الحملات الانتخابية والأنشطة.
تخصص بعض الاتحادات بميزانيات سنوية. وفي بعض المؤسسات ينضم طلاب الدراسات العليا ضمن نقابات الطلاب العامة، وفي أحيان أخرى يكون لهم هيئات ممثلة مستقلة. أما في حالات أخرى، يفتقر طلاب الدراسات العليا إلى هيئة ممثلة لهم في الجامعة.

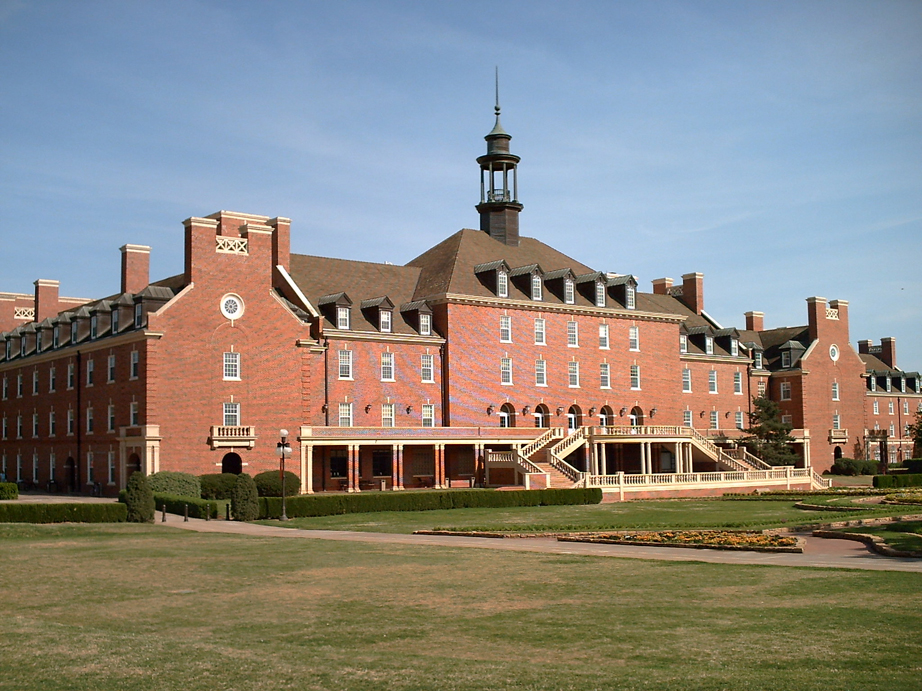
مبنى مجلس الطلبة في جامعة ولاية أوكلاهوما.

## اختلافات حسب الدولة
كما ذكر سابقاً، الغرض من وجود اتحاد للطلبة في الجامعة هو تمثيل زملائهم الطلاب. تركز الاتحادات غالباً على توفير الموافق والدعم والخدمات للطلاب. ثمة اختلافات بسيطة بين اتحادات الطلبة في الولايات المتحدة والدول الأخرى. إذ تختلف أساليب تمثيل الطلاب حسب مراحل الدراسة من تعليم إلزامي إلى تعليم عالي من دولة إلى أخرى.